# Rzeczenica
Rzeczenica est un village polonais de la voïvodie de Poméranie et du powiat de Człuchów. Il est le siège de la gmina de Rzeczenica. 

## Histoire
De 1818 à 1945, Stegers fait partie de l'arrondissement de Schlochau dans le district de Marienwerder, administré par la province de Prusse-Occidentale.